# Autofagozóm
Autofagozóm je sférická struktura s dvojitou membránou. Je klíčovou strukturou v procesu zvaném makroautofagie. Makroautofagie je vnitrobuněčný degradační systém cytoplazmatických komponent (abnormálních proteinů, poškozených nebo nefunkčních organel) a také mikroorganismů. Zformovaný autofagozóm svůj obsah umisťuje do lysozomů. Vnější membrána autofagozómu fúzuje s membránou lysozomu a formuje autolysozom. Lysozomální hydrolázy poté degradují obsah z autofagozómu spolu s jeho vnitřní membránou.
Formování autofagozómu je regulováno geny, které jsou konzervovány od kvasinek až po vyšší eukaryota. Nomenklatura těchto genů se ale v různých článcích liší. Aktuální nomenklaturu genů podílejících se na formaci autofagozómu zpracoval Klionsky et al. v roce 2003. Dřívější názvy jako například APG, AUT, CVT, GSA, PAZ a PDD jsou nyní souhrnně nazývány jako ATG (AuTophaGy related) rodina.
Velikost autofagozómů se mezi savci a kvasinkami liší. Kvasinkové autofagozómy mají velikost mezi 500 a 900nm, zatímco savčí autofagozómy jsou mnohem větší (0,5-1,5um). V některých buňkách (například kmenové buňky embrya, embryonické fibroblasty, hepatocyty) můžeme autofagozómy pozorovat světelným mikroskopem jako prstencovité struktury.

## Formování autofagozómu
Počáteční krok formace autofagozómu v savčích buňkách sestává z prodlužování malých membránových struktur nazývaných inicializační membrána nebo také fagofor. Tooze a Yoshimori v roce 2010 popsali, že možný zdroj membrán pro autofagozóm může být endoplazmatické retikulum nebo mitochondrie. Dodnes však není zdroj membrán dostatečně objasněn.
Formace autofagozómu je kontrolována Atg geny skrze Atg12-Atg5 a LC3 komplexy. Konjugát Atg12-Atg5 interaguje také s Atg16 a formuje větší komplexy. Modifikace Atg5 pomocí Atg12 je esenciální pro elongaci iniciální membrány.
Po zformování sférické struktury se komplex Atg12:Atg5-Atg16 od autofagozómu odpojí. LC3 je rozštěpeno Atg4 proteázou za vytvoření cytozolického LC3. Štěpení LC3 komplexu je vyžadováno pro terminální fúzi autofagozómu s cílovou memránou. LC3 je běžně používán jako marker autofagozomu, protože je jeho esenciální částí a zůstává navázán až do chvíle těsně před jeho fúzí. Nejdříve autofagozóm fúzuje s endozomem nebo s veziklem odvozeným od endozomu a tyto struktury jsou poté nazývány amfizomy nebo také přechodné autofagické vakuoly. Nicméně tyto struktury obsahují kromě endocytických markerů také některé lysozomální proteiny jako Katepsin D.
Tento proces je podobný v kvasinkách, ale jména genů se liší, například LC3 u savců je Atg8 v kvasinkách. V kvasinkách je autofagozóm vytvořen z Pre-Autofagozomální Struktury (PAS), který je rozdílný od prekurzorových struktur v savčích buňkách. Tato pre-autofagozomální struktura je v kvasinkách popisována v blízkosti vakuol, ale význam této lokalizace není dosud znám. Zralý autofagozóm fúzuje přímo s vakuolou (v kvasinkách funguje jako lysozomy) a netvoří amfizomy jako u savců.
Při zrání kvasinkového autofagozómu se uplatňují další známí hráči jako je Atg1, Atg13 a Atg17. Atg1 je kináza, která je regulována indukcí autofagie. Atg13 reguluje Atg1 a společně jako komplex Atg13:Atg1 přijímají signál od příjemce výživového signálu – Tor. Atg1 je také důležitý v pozdních fázích formace autofagozómu.